# جاستین مک‌کارتی (ورزشکار)

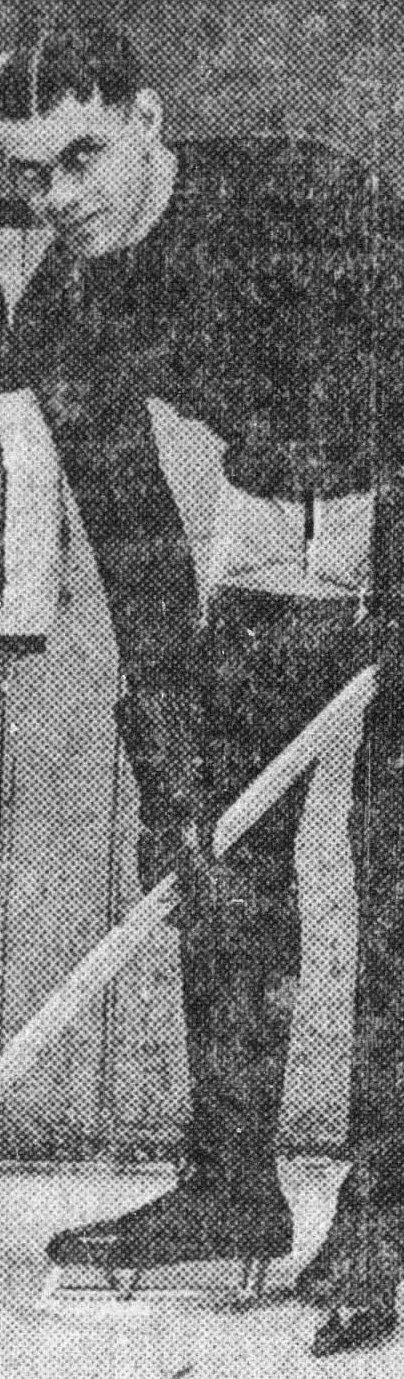
تصویری از بازیکن

جاستین مک‌کارتی (انگلیسی: Justin McCarthy; ۲۵ ژانویهٔ ۱۸۹۹ – ۸ آوریل ۱۹۷۶) بازیکن هاکی روی یخ اهل ایالات متحده آمریکا بود.